# Поповка (Городищенский сельсовет)
Поповка — местечко в Белозерском районе Вологодской области.
Входит в состав Шольского сельского поселения (с 1 января 2006 года по 9 апреля 2009 года входило в Городищенское сельское поселение), с точки зрения административно-территориального деления — в Городищенский сельсовет.
Расположено на правом берегу реки Мегры. Расстояние до районного центра Белозерска по автодороге — 102 км, до центра муниципального образования села Зубово  по прямой — 15 км. Ближайшие населённые пункты — Васютино, Лаврушино, Пушкино, Устье.
По данным переписи в 2002 году постоянного населения не было.